# Alexandre de Hochberg
Alexandre Frederico Guilherme Jorge Conrado Ernesto Maximiliano (em alemão: Alexander Friedrich Wilhelm Georg Konrad Ernst Maximilian; em polonês: Aleksander Pszczyński) (Londres, 1 de fevereiro de 1905 - Pollença, 22 de fevereiro de 1984) foi um aristocrata e militar polaco-alemão.

## Biografia
Apelidado de "Lexel", Alexandre era o terceiro filho (segundo varão) de Hans Heinrich XV, 3.º príncipe de Pless, e de sua primeira esposa, Daisy. Nascido em Londres, o príncipe foi batizado na capela real do Palácio de St. James e teve entre seus padrinhos o príncipe e a princesa de Gales e o príncipe herdeiro da Alemanha. Como herdeiro da outrora poderosa família silesiana dos duques de Pless, Alexandre manteve a nacionalidade polonesa.
Embora fosse um príncipe menor (com tratamento de Alteza Sereníssima), a rainha Maria da Romênia, grande amiga de sua mãe, cogitou casá-lo com sua filha mais nova, a princesa Helena. Com as negociações de noivado avançadas, veio à tona um escândalo protagonizado por Alexandre: seu julgamento e condenação na Alemanha por práticas homossexuais com um açougueiro. A partir daí, uma investigação do governo romeno descobriu o envolvimento do príncipe em muitos outros casos homossexuais com serviçais do Castelo de Książ e arredores, o que inviabilizou qualquer possibilidade de compromisso.
Durante a Segunda Guerra Mundial, Alexandre integrou as fileiras do exército polonês, destacando-se nos combates na Itália e norte da África. Após a desmobilização, renunciou à cidadania polonesa e radicou-se em Pollença, na ilha de Maiorca. Nunca se casou nem teve filhos. Com a morte de seu irmão mais velho, assumiu o título de 5º Príncipe de Pless, mas morreu poucas semanas depois, em Polença.